# نیو اورلینز پلیکانز
نیو اورلئانز پلیکانس (در انگلیسی: New Orleans Pelicans) یکی از تیم های حاضر اتحادیه ملی بسکتبال آمریکا است و مقر آن در نیو اورلئانز ایالت لوئیزیانا قرار دارد.
این تیم در سال فصل ٢٠١٣ - ٢٠١٤ نام خود را از نیواورلئانز هورنتز به نیواورلینز پلیکانس تغییر داد. علت تغییر نام این تیم شانس آوردن تیم در مسابقات NBA است.

## بازیکنان
- انتونی دیویس
- زاین ویلیامسون
- براندون اینگرام
- سی. جی. مک‌کالوم

## نگارخانه

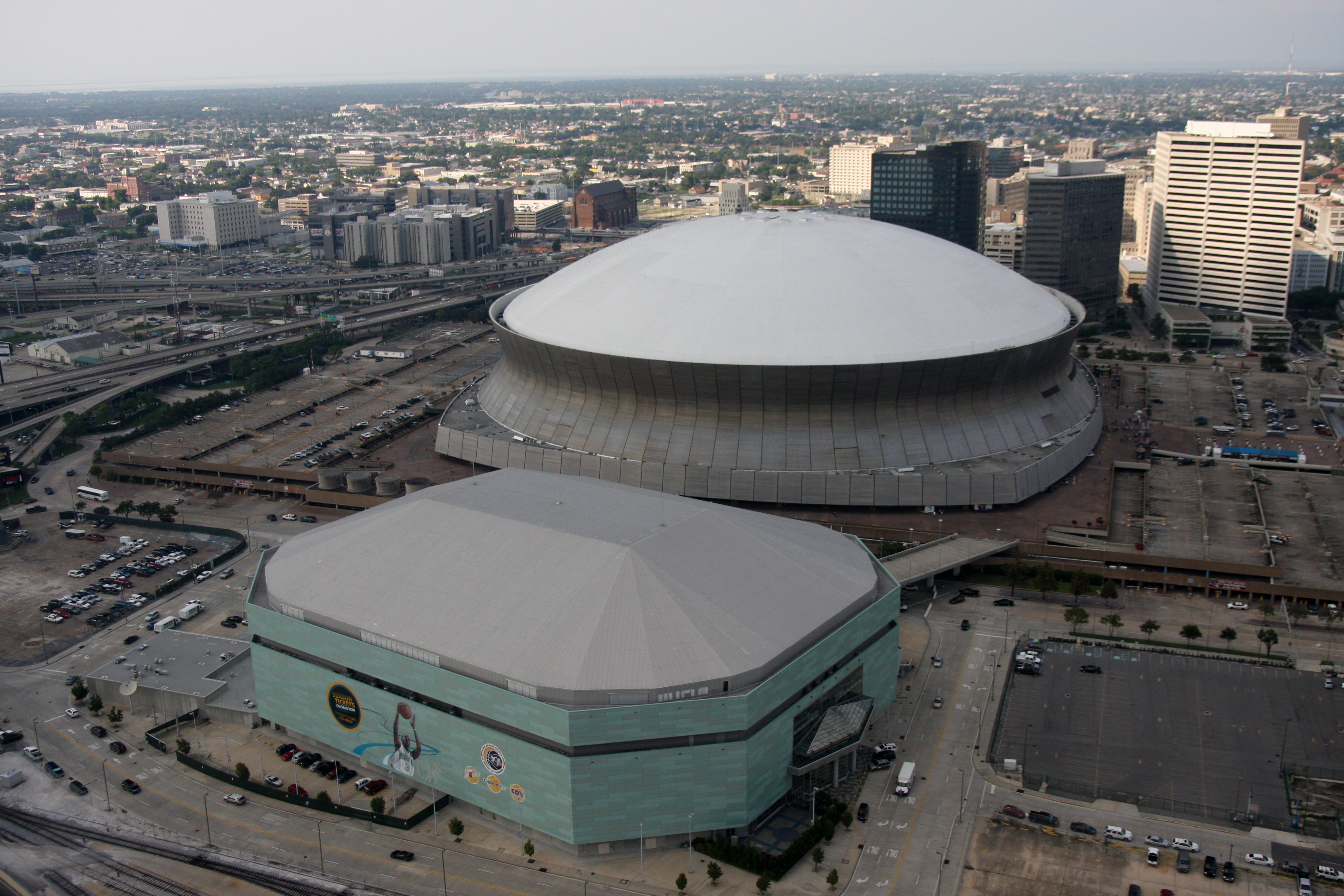
ورزشگاه این تیم
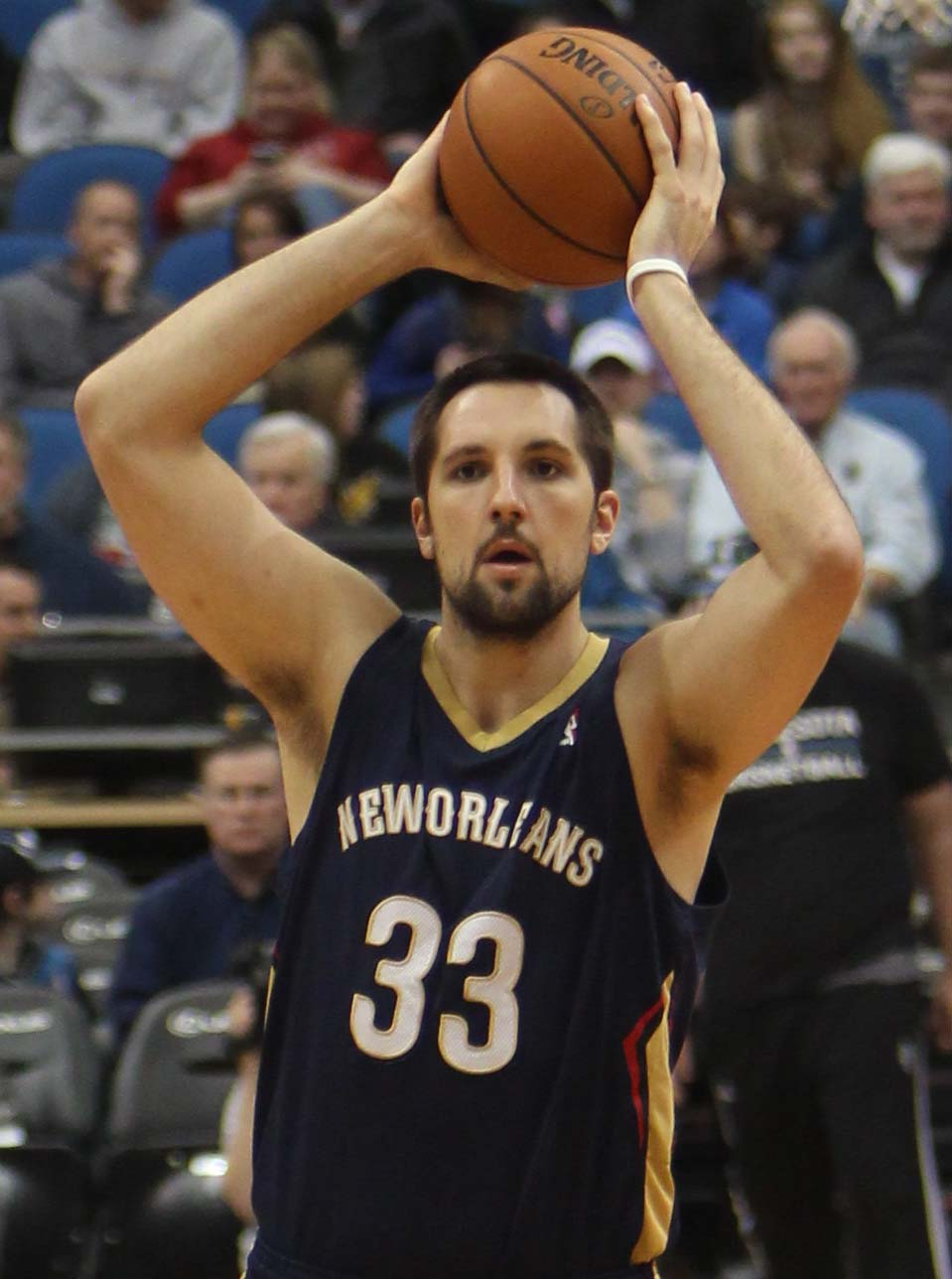
راین اندرسون
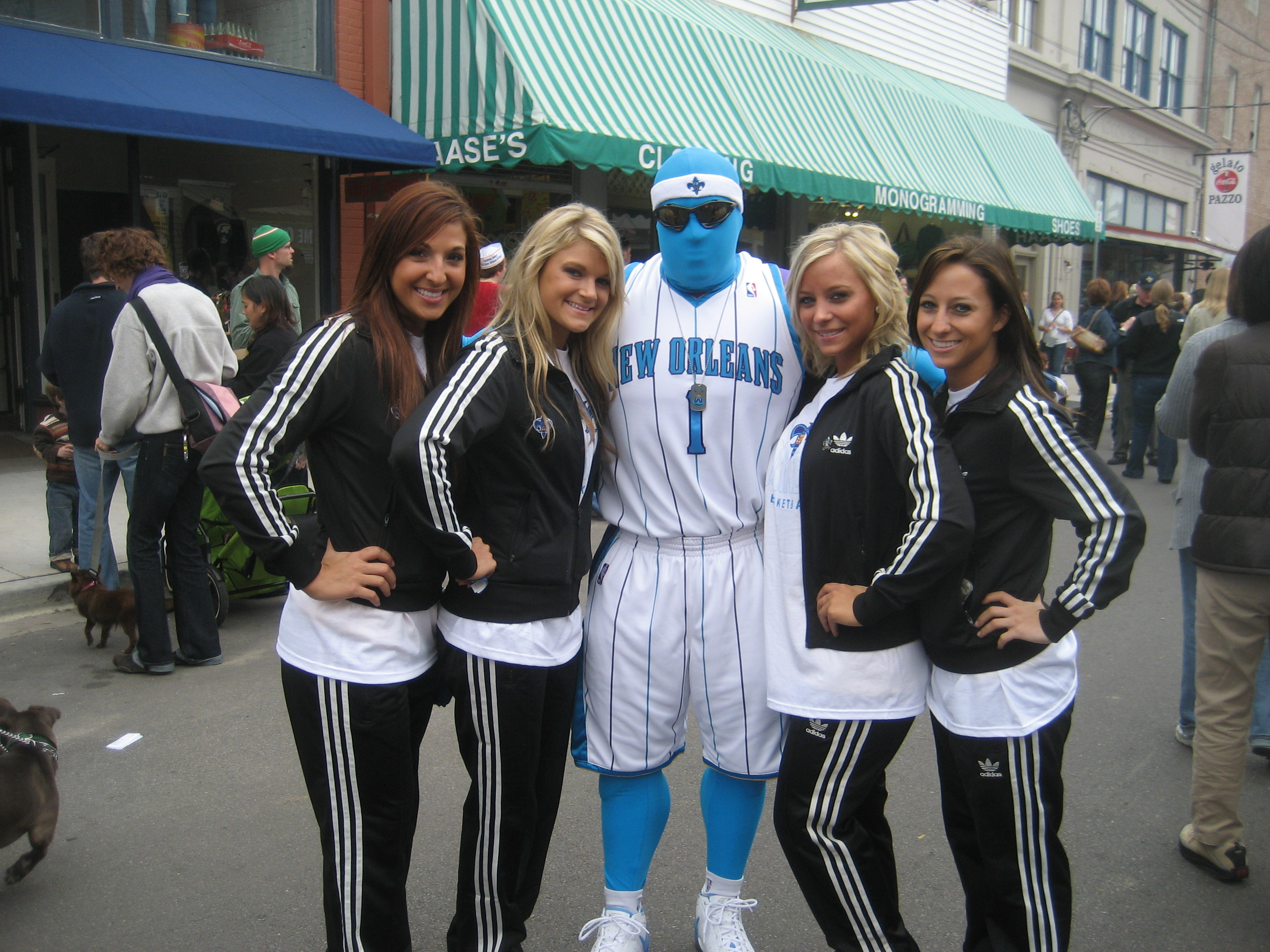
هلهله‌چیان تیم
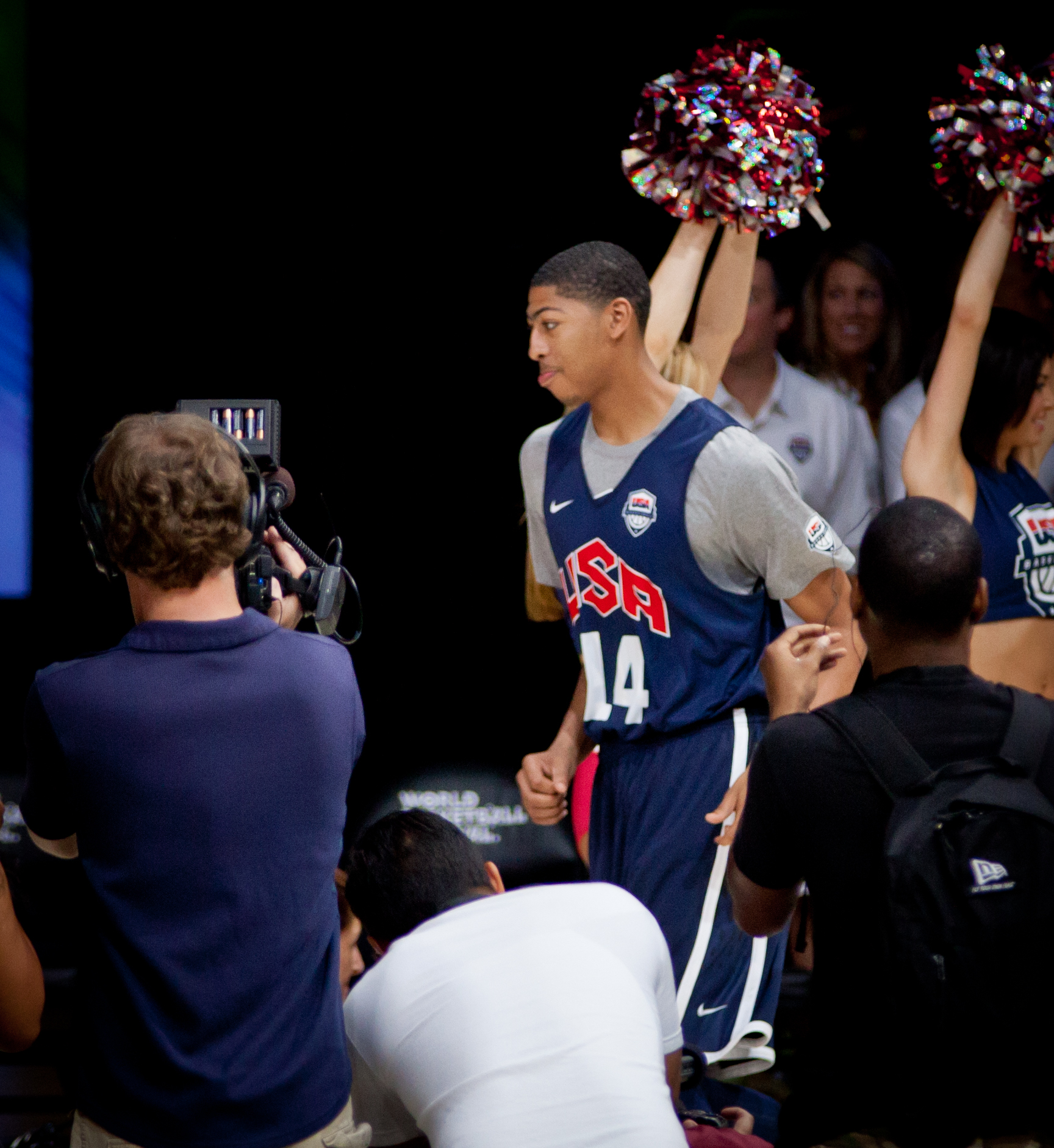
انتونی دیویس ستاره جوان و ملی پوش این تیم

## وب‌گاه رسمی
- New Orleans Pelicans